# Lucie Urbanová
Lucie Urbanová (* 14. Februar 2006) ist eine tschechische Tennisspielerin.

## Karriere
Urbanová spielt vor allem Turniere der ITF Women’s World Tennis Tour, wo sie bislang einen Titel im Doppel gewinnen konnte.

## Turniersiege

### Doppel
| Nr. | Datum           | Turnier | Kategorie | Belag | Partnerin    | Finalgegnerinnen             | Ergebnis  |
| --- | --------------- | ------- | --------- | ----- | ------------ | ---------------------------- | --------- |
| 1.  | 7. Oktober 2023 | Šibenik | ITF W15   | Sand  | Tea Nikčević | Marie Vogt Eva Marie Voracek | 7:5, 7:64 |